# روش کوپلند
روش کوپلند (به انگلیسی: Copeland's method) یک نظام انتخاباتی ترجیحی است که توسط آرتور هربرت کوپلند، ریاضی‌دان آمریکایی، باب شد. در روش کوپلند تعداد پیروزی‌ها و شکست‌های هر نامزد در رقابت‌های دوبدو با سایر نامزدها محاسبه شده و سپس تعداد شکست‌ها از تعداد پیروزی‌ها کسر شده و عدد حاصل، امتیاز آن نامزد لحاظ می‌گردد. نامزدی که بیشترین امتیاز را کسب کند، برنده انتخابات خواهد بود. مثلاً اگر ۱۰ نفر به نام‌های a تا j در یک انتخابات نامزد شده باشند و نامزد a در برابر ۹ نامزد دیگر، ۷ بار پیروز شده و ۲ بار شکست خورده باشد، امتیاز او ۵ خواهد بود. امتیاز برندهٔ کندورسه، در صورت وجود، یکی کمتر از تعداد نامزدان است.
کوپلند این روش را در سال ۱۹۵۱ در سمیناری در دانشگاه میشیگان پیشنهاد کرد.